# Iglesia de las Nieves (Tunja)
La Iglesia de las Nieves es un templo  situado en el  centro histórico de la ciudad de Tunja en Colombia, construido en 1572 y remodelado hacia mediados del siglo XX.

## Historia
Fundado en honor a San Pedro Apóstol en 1572, bajo el mandato del alcalde Miguel de Holguín, posteriormente adopta la advocación hacia la Virgen de las Nieves. Conserva retablos, ornamentación y obras de arte del templo original pertenecientes a la comunidad Agustiniana.

## Detalles arquitectónicos
Sus atractivos principales son el retablo mayor. Elaborado en madera tallada y revestido en oro, presenta algunas de las más importantes esculturas del siglo XVII en la ciudad. Los óleos que le decoran son atribuidos al santafereño Baltazar Vargas de Figueroa.